# Darren Lok
Darren Lok Yee Deng (Hailsham, 14 dicembre 1990) è un calciatore malaysiano, attaccante del Sabah e della Nazionale malaysiana.

## Caratteristiche tecniche
È una punta centrale.

## Carriera

### Club
Ha iniziato la propria carriera nelle file dell'Eastbourne Borough. Nell'estate 2012 si è trasferito in prestito all'Horsham. Rientrato all'Eastbourne Borough nel settembre 2012, vi ha militato fino al 2016, totalizzando 137 presenze e 22 reti in campionato. Nel 2016 si è trasferito allo Johor Darul Ta'zim. Il 30 gennaio 2020 si è trasferito al Terengganu. Il 14 dicembre 2020 si è trasferito al PJ City. Il 1º dicembre 2022 è passato al Sabah.

### Nazionale
Nato in Inghilterra, ha ottenuto la cittadinanza malaysiana nel settembre 2016. Ha debuttato in Nazionale il 7 ottobre 2016, nell'amichevole Singapore-Malaysia (0-0), subentrando a Safawi Rasid al minuto 59. Ha messo a segno la sua prima rete con la selezione malaysiana il 22 agosto 2017, nell'amichevole Malaysia-Siria (1-2), siglando il gol del definitivo 1-2 al minuto 94. Ha partecipato, con la selezione malaysiana, alle edizioni 2016, 2022 e 2024 della AFF Cup e alla Coppa d'Asia 2023. È sceso in campo, inoltre, nelle qualificazioni ai Mondiali 2026, oltre che nelle qualificazioni alla Coppa d'Asia 2019 e 2023.

## Statistiche

### Cronologia presenze e reti in nazionale
Statistiche aggiornate al 18 dicembre 2024.

| Cronologia completa delle presenze e delle reti in nazionale ― Malaysia | Cronologia completa delle presenze e delle reti in nazionale ― Malaysia | Cronologia completa delle presenze e delle reti in nazionale ― Malaysia | Cronologia completa delle presenze e delle reti in nazionale ― Malaysia | Cronologia completa delle presenze e delle reti in nazionale ― Malaysia | Cronologia completa delle presenze e delle reti in nazionale ― Malaysia | Cronologia completa delle presenze e delle reti in nazionale ― Malaysia | Cronologia completa delle presenze e delle reti in nazionale ― Malaysia |
| Data                                                                    | Città                                                                   | In casa                                                                 | Risultato                                                               | Ospiti                                                                  | Competizione                                                            | Reti                                                                    | Note                                                                    |
| ----------------------------------------------------------------------- | ----------------------------------------------------------------------- | ----------------------------------------------------------------------- | ----------------------------------------------------------------------- | ----------------------------------------------------------------------- | ----------------------------------------------------------------------- | ----------------------------------------------------------------------- | ----------------------------------------------------------------------- |
| 7-10-2016                                                               | Singapore                                                               | Singapore                                                               | 0 – 0                                                                   | Malaysia                                                                | Amichevole                                                              | -                                                                       | 59’                                                                     |
| 14-11-2016                                                              | Shah Alam                                                               | Malaysia                                                                | 2 – 1                                                                   | Papua Nuova Guinea                                                      | Amichevole                                                              | -                                                                       | 59’                                                                     |
| 20-11-2016                                                              | Yangon                                                                  | Malaysia                                                                | 3 – 2                                                                   | Cambogia                                                                | AFF Cup 2016 - Gironi                                                   | -                                                                       | 74’                                                                     |
| 23-11-2016                                                              | Yangon                                                                  | Malaysia                                                                | 0 – 1                                                                   | Vietnam                                                                 | AFF Cup 2016 - Gironi                                                   | -                                                                       | 68’                                                                     |
| 26-11-2016                                                              | Yangon                                                                  | Birmania                                                                | 1 – 0                                                                   | Malaysia                                                                | AFF Cup 2016 - Gironi                                                   | -                                                                       | 74’                                                                     |
| 22-8-2017                                                               | Malacca                                                                 | Malaysia                                                                | 1 – 2                                                                   | Siria                                                                   | Amichevole                                                              | 1                                                                       | 62’                                                                     |
| 29-8-2017                                                               | Yangon                                                                  | Birmania                                                                | 1 – 0                                                                   | Malaysia                                                                | Amichevole                                                              | -                                                                       |                                                                         |
| 5-9-2017                                                                | Kuala Lumpur                                                            | Malaysia                                                                | 1 – 1                                                                   | Hong Kong                                                               | Qual. Coppa d'Asia 2019                                                 | -                                                                       |                                                                         |
| 10-10-2017                                                              | Wanchai                                                                 | Hong Kong                                                               | 2 – 0                                                                   | Malaysia                                                                | Qual. Coppa d'Asia 2019                                                 | -                                                                       | 46’                                                                     |
| 1-6-2022                                                                | Kuala Lumpur                                                            | Malaysia                                                                | 2 – 0                                                                   | Hong Kong                                                               | Amichevole                                                              | -                                                                       | 61’                                                                     |
| 8-6-2022                                                                | Kuala Lumpur                                                            | Malaysia                                                                | 3 – 1                                                                   | Turkmenistan                                                            | Qual. Coppa d'Asia 2023                                                 | -                                                                       | 52’ 83’                                                                 |
| 11-6-2022                                                               | Kuala Lumpur                                                            | Malaysia                                                                | 1 – 2                                                                   | Bahrein                                                                 | Qual. Coppa d'Asia 2023                                                 | -                                                                       | 60’                                                                     |
| 14-6-2022                                                               | Kuala Lumpur                                                            | Malaysia                                                                | 4 – 1                                                                   | Bangladesh                                                              | Qual. Coppa d'Asia 2023                                                 | 1                                                                       | 68’                                                                     |
| 22-9-2022                                                               | Chiang Mai                                                              | Thailandia                                                              | 1 – 1 (3 - 5 dtr)                                                       | Malaysia                                                                | Amichevole                                                              | -                                                                       | 65’                                                                     |
| 25-9-2022                                                               | Chiang Mai                                                              | Malaysia                                                                | 0 – 0 (0 - 3 dtr)                                                       | Tagikistan                                                              | Amichevole                                                              | -                                                                       | 65’ 83’                                                                 |
| 9-12-2022                                                               | Kuala Lumpur                                                            | Malaysia                                                                | 4 – 0                                                                   | Cambogia                                                                | Amichevole                                                              | -                                                                       | 46’                                                                     |
| 14-12-2022                                                              | Kuala Lumpur                                                            | Malaysia                                                                | 3 – 0                                                                   | Maldive                                                                 | Amichevole                                                              | 1                                                                       | 48’ 80’                                                                 |
| 21-12-2022                                                              | Yangon                                                                  | Birmania                                                                | 0 – 1                                                                   | Malaysia                                                                | AFF Cup 2022 - Gironi                                                   | -                                                                       | 46’                                                                     |
| 27-12-2022                                                              | Hanoi                                                                   | Vietnam                                                                 | 3 – 0                                                                   | Malaysia                                                                | AFF Cup 2022 - Gironi                                                   | -                                                                       | 81’                                                                     |
| 3-1-2023                                                                | Kuala Lumpur                                                            | Malaysia                                                                | 4 – 1                                                                   | Singapore                                                               | AFF Cup 2022 - Gironi                                                   | 1                                                                       | 60’                                                                     |
| 7-1-2023                                                                | Kuala Lumpur                                                            | Malaysia                                                                | 1 – 0                                                                   | Thailandia                                                              | AFF Cup 2022 - Semifinali                                               | -                                                                       | 69’                                                                     |
| 10-1-2023                                                               | Rangsit                                                                 | Thailandia                                                              | 3 – 0                                                                   | Malaysia                                                                | AFF Cup 2022 - Semifinali                                               | -                                                                       |                                                                         |
| 23-3-2023                                                               | Iskandar Puteri                                                         | Malaysia                                                                | 1 – 0                                                                   | Turkmenistan                                                            | Amichevole                                                              | -                                                                       | 84’                                                                     |
| 28-3-2023                                                               | Iskandar Puteri                                                         | Malaysia                                                                | 2 – 0                                                                   | Hong Kong                                                               | Amichevole                                                              | -                                                                       | 56’                                                                     |
| 6-9-2023                                                                | Chengdu                                                                 | Siria                                                                   | 2 – 2                                                                   | Malaysia                                                                | Amichevole                                                              | 1                                                                       | 56’                                                                     |
| 9-9-2023                                                                | Chengdu                                                                 | Cina                                                                    | 1 – 1                                                                   | Malaysia                                                                | Amichevole                                                              | -                                                                       | 71’                                                                     |
| 13-10-2023                                                              | Kuala Lumpur                                                            | Malaysia                                                                | 4 – 2                                                                   | India                                                                   | Amichevole                                                              | -                                                                       | 66’                                                                     |
| 17-10-2023                                                              | Kuala Lumpur                                                            | Malaysia                                                                | 0 – 2                                                                   | Tagikistan                                                              | Amichevole                                                              | -                                                                       |                                                                         |
| 16-11-2023                                                              | Kuala Lumpur                                                            | Malaysia                                                                | 4 – 3                                                                   | Kirghizistan                                                            | Qual. Mondiali 2026                                                     | -                                                                       | 60’                                                                     |
| 21-11-2023                                                              | Taipei                                                                  | Taiwan                                                                  | 0 – 1                                                                   | Malaysia                                                                | Qual. Mondiali 2026                                                     | 1                                                                       | 63’                                                                     |
| 8-1-2024                                                                | Doha                                                                    | Siria                                                                   | 2 – 2                                                                   | Malaysia                                                                | Amichevole                                                              | -                                                                       |                                                                         |
| 15-1-2024                                                               | Al Wakrah                                                               | Malaysia                                                                | 0 – 4                                                                   | Giordania                                                               | Coppa d'Asia 2023 - Gironi                                              | -                                                                       | 46’                                                                     |
| 25-1-2024                                                               | Al Wakrah                                                               | Corea del Sud                                                           | 3 – 3                                                                   | Malaysia                                                                | Coppa d'Asia 2023 - Gironi                                              | -                                                                       | 73’                                                                     |
| 21-3-2024                                                               | Mascate                                                                 | Oman                                                                    | 2 – 0                                                                   | Malaysia                                                                | Qual. Mondiali 2026                                                     | -                                                                       | 84’                                                                     |
| 26-3-2024                                                               | Kuala Lumpur                                                            | Malaysia                                                                | 0 – 2                                                                   | Oman                                                                    | Qual. Mondiali 2026                                                     | -                                                                       | 46’                                                                     |
| 4-9-2024                                                                | Kuala Lumpur                                                            | Malaysia                                                                | 2 – 1                                                                   | Filippine                                                               | Amichevole                                                              | -                                                                       | 83’                                                                     |
| 8-9-2024                                                                | Kuala Lumpur                                                            | Malaysia                                                                | 1 – 0                                                                   | Libano                                                                  | Amichevole                                                              | -                                                                       |                                                                         |
| 14-10-2024                                                              | Auckland                                                                | Nuova Zelanda                                                           | 4 – 0                                                                   | Malaysia                                                                | Amichevole                                                              | -                                                                       | 17’                                                                     |
| 8-12-2024                                                               | Phnom Penh                                                              | Cambogia                                                                | 2 – 2                                                                   | Malaysia                                                                | AFF Cup 2024 - Gironi                                                   | -                                                                       | 46’                                                                     |
| 11-12-2024                                                              | Kuala Lumpur                                                            | Malaysia                                                                | 3 – 2                                                                   | Timor Est                                                               | AFF Cup 2024 - Gironi                                                   | -                                                                       | 32’                                                                     |
| Totale                                                                  |                                                                         | Presenze                                                                | 40                                                                      |                                                                         | Reti                                                                    | 6                                                                       |                                                                         |

## Palmarès

### Club

#### Competizioni nazionali
- Liga Super: 4

Johor: 2016, 2017, 2018, 2019
- Coppa della Malaysia: 2

Johor: 2017, 2019
- Supercoppa di Malaysia: 3

Johor: 2016, 2018, 2019
- Malaysia FA Cup: 1

Johor: 2016